# BK Slovan Orbis Praag
Basketbalový Klub Slovan Orbis Praag was een basketbalteam uit Praag, Tsjechië welke speelde in de Czechoslovak Basketball League. De club werd opgericht in 1948 en werd ontbonden in 1990.

## Geschiedenis
De club werd opgericht in 1948 als onderdeel van Omnisportvereniging Slovan Orbis Praag. In 1960 haalde Slovan Orbis de halve finale om de FIBA European Champions Cup maar verloor van SKA Riga uit de Sovjet-Unie met 114-151 over twee wedstrijden. Slovan Orbis werd twee keer Landskampioen van Tsjecho-Slowakije in 1957 en 1959.

## Erelijst
- Landskampioen Tsjecho-Slowakije: 2
  - Winnaar: 1957, 1959
  - Tweede: 1958
  - Derde: 1961

- FIBA European Champions Cup:
  - Halve finale: 1960

## Bekende (oud)-spelers
- Jaroslav Šíp
- Miroslav Škeřík
- Jaroslav Tetiva
- Zdeněk Rylich
- Bohuslav Rylich
- Jiří Matoušek
- Jiří Tetiva